# Gyűrűtopológia

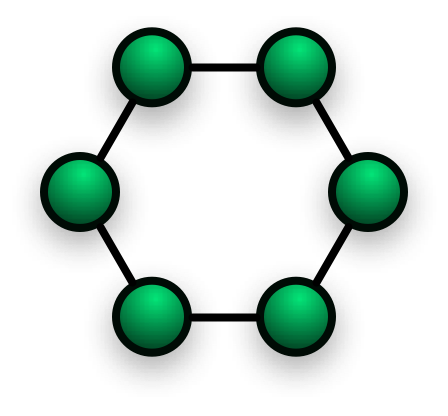
Gyűrű topológiájú hálózat

A gyűrűtopológia az egymással hálózatba kötött számítógépek egyik összekötési módja. Lényege, hogy minden hálózati eszköz, beleértve a szervert is, két szomszédos eszközzel áll közvetlen kapcsolatban. Az összeköttetés kör alakban ábrázolható, folyamatos gyűrűben helyezkednek el a berendezések, így a hálózatnak nincs végcsatlakozása. Az üzeneteket a gépek mindig a szomszédjuknak küldik át, és ha az nem nekik van címezve, akkor továbbítják azt a soron következő eszköznek. Az üzenet addig kerül továbbításra, amíg el nem érkezik a címzetthez. Bármely pontról elindulva végül visszatérünk a kiindulóponthoz, hiszen az adat csak egy irányban halad.

## Tulajdonságai
A csillagtopológiától eltérően a gyűrű topológia folyamatos útvonalat igényel a hálózat összes számítógépe között. A gyűrű bármely részén fellépő meghibásodás hatására a teljes adatátvitel megszakad. A hálózattervezők a meghibásodások ellen néha tartalék útvonalak kialakításával védekeznek. Ezenkívül hátránya az is, hogy az adat a hálózat minden számítógépén keresztülhalad. Ennek két következménye is van. Az egyik, hogy a felhasználók illetéktelenül is hozzájuthatnak az adatokhoz. A másik, hogy ha a gyűrű két távoli gépe kezd el kommunikálni egymással, akkor nagyon lassú az információáramlás sebessége pontosan azért, mert túl sok állomás van a két gép között. Előnye, hogy minden gépnek csak a szomszédjával kell kapcsolatot teremtenie. Ennek kiépítése igen könnyű és olcsó. A gépek közötti kommunikáció adatcsomagokkal történik. Ez azt jelenti, hogy a küldő számítógép a küldendő információt szétbontja különböző csomagokra és ezeket egyenként indítja útnak.

## Kapcsolódó szócikk
- Hálózati topológiák
- Token-Ring – csak logikailag gyűrűtopológia